# Pièces didactiques
Lehrstücke
Les pièces didactiques (Lehrstücke (prononcé en allemand : [ˈleːɐ̯ʃtʏkə] ), au singulier Lehrstück) sont des pièces de théâtre formant une forme radicale et expérimentale de théâtre moderniste développée par le dramaturge allemand Bertolt Brecht et ses collaborateurs depuis les années 1920 jusqu'à la fin des années 1930.
Les Lehrstücke découlent des techniques théâtrales épiques de Brecht, mais en tant que principe fondamental, explorent les possibilités d'apprendre par le jeu théâtral, en jouant des rôles, en adoptant des postures et des attitudes, etc. et par conséquent ne se divisent plus entre les acteurs et le public. Brecht lui-même a traduit le terme par apprentissage-pièce, mettant l'accent sur l'aspect de l'apprentissage par la participation, alors que le terme allemand pourrait également être compris comme enseignement-pièce. Reiner Steinweg (de) va jusqu'à suggérer d'adopter un terme inventé par le metteur en scène avant-gardiste brésilien Zé Celso, Théâtre de la découverte, comme étant encore plus clair.

## Définition
Bien que les textes aient une structure très formelle et rigoureuse, celle-ci est conçue pour faciliter les insertions ou suppressions (selon les exigences du projet particulier). En l'absence de séparation acteur-public, l'accent dans la performance est mis sur le processus plutôt que sur la mise en évidence d'un produit final. Cela diminue une division aliénante au sein de l'appareil théâtral — typiquement déployé dans la société bourgeoise —, et impliquant un quatrième mur — un mur virtuel — qui facilite et encourage une distinction entre producteurs et ouvriers artistiques par rapport à leurs moyens de production. Les termes de cette relation sont contradictoires, dans la mesure où la propriété des moyens de production aliène le travail de l'artiste. La distinction n'est plus opérante dans le Lehrstücke, soutient Brecht.
Le but principal, l'intention ou le but de ces performances est que les acteurs acquièrent des attitudes (plutôt que de consommer un divertissement). Cela se rapporte à la théorie de Brecht sur sa substitution à la mimèsis du drame traditionnel. Le rapport à la réalité est critique. La mimèsis refonctionnée de Brecht n'est pas comprise comme une simple mise en miroir ou imitation, mais comme une mesure ; cela implique toujours une sorte d'attitude de notre part. Il n'est pas possible, selon Brecht, de produire une mimèsis neutre.

Bertolt Brecht distribuait aussi souvent des questionnaires à la fin des représentations et réécrivait les pièces en fonction des réponses du public.
Idéalement, le projet de Lehrstücke tente de mettre en place toute une série de nouvelles relations dialectiques. Premièrement, la relation entre la forme et le contenu est subsumée ou synthétisée dans une dialectique supérieure de la fonction ; « il faut se demander quelle est la fin ». Il tente ainsi de mettre de côté toute la question de la forme et du contenu en faveur d'une question concernant la fonction. L'interaction acteur-public est censée devenir dialectique, tout comme celle entre l'acteur et le texte. Des principes d'interaction régissent ces deux relations.
Brecht abandonne finalement ses expériences avec la forme de Lehrstücke, mais elle est reprise et développée au cours des dernières décennies par le dramaturge postmoderne Heiner Müller (dans des pièces telles que Mauser (1975) et La Mission (1982)) et par le réalisateur brésilien Augusto Boal. Le « théâtre forum » de Boal reprend l'abolition de la division acteur-public proposée par Brecht et la réalise grâce à l'utilisation de ce qu'il appelle un « spect-acteur » — un membre du public capable de monter sur scène pour activement intervenir dans le drame présenté. L'expérience théâtrale devient une expérience collective et une recherche de solutions aux problèmes sociaux vécus par le public.
Le chercheur allemand sur la paix Reiner Steinweg (de) a utilisé son analyse fondamentale de la forme de Lehrstücke dans les travaux de Brecht (Das Lehrstück. Brechts Theorie einer politisch-ästhetischen Erziehung) pour développer son propre travail éducatif auto-réflexif de pacifiste, qui a lancé son projet d'activisme local "Gewalt in der Stadt".

## QuelquesLehrstückede Brecht
- Le Vol à travers l'océan
- Celui qui dit oui, celui qui dit non
- Les Horaces et les Curiaces
- L'importance d'être d'accord
- La Décision
- L'Exception et la Règle
- Têtes rondes et têtes pointues

## Voir également
- Walter Benjamin
- Augusto Boal et son théâtre des opprimés